# Пури (округ)
Пу́ри (англ. Puri) — округ в индийском штате Орисса. Образован 23 октября 1828 года. Административный центр — город Пури. Площадь округа — 3051 км². По данным всеиндийской переписи 2001 года население округа составляло 1 502 682 человека. Уровень грамотности взрослого населения составлял 78 %, что значительно выше среднеиндийского уровня (59,5 %). Доля городского населения составляла 13,6 %.